# Zwartpuntvolgeling
De zwartpuntvolgeling (Noctua orbona) is een vlinder uit de familie van de uilen (Noctuidae). De voorvleugellengte bedraagt tussen de 17 en 20 millimeter. De soort komt verspreid over Noord-Afrika, Europa, Voor-Azië en Midden-Azië voor. Hij overwintert als rups.

## Waardplanten
De waardplanten van de zwartpuntvolgeling zijn allerlei kruidachtige planten.

## Voorkomen in Nederland en België
De zwartpuntvolgeling is in Nederland en België een niet zo algemene soort, die verspreid over het hele gebied kan worden gezien, met name op zandgronden. De vlinder kent één generatie, die vliegt van halverwege mei tot en met september.